# Кукурек (јело од јагњечих изнутрица)
Кукурек је традиционално сјеверномакедонско јело од плетених јагњећих цријева . Ово јело је распрострањено на Балканском полуострву и у Турској. За разлику од Македоније гдје се за кукурек користе само цријева и стомак, у појединим крајевима се користе и други унутрашњи органи - срце, јетра.Кукурек се може припремити на ражњу или у рерни. У Турској се кукурек служи као сендвич или као порција, продаје се на улици и у ресторанима.

## Рецепт
Потребни састојци:
- 1 (око 1,2 кг) цријева
- 6-8 ловорових листова
- 6-8 чена белог лука
- 2 шаргарепе
- бибер у зрну по потреби
- воду по потреби
- 1 дл белог вина
- уље по потреби
- 2 кашике брашна
- 1 кашика црвене паприке
- 1/2 кашике печурке
- 1 кашика сушене менте
- по потреби зачини (мијешано сушено поврће, црни бибер, со, першун)

Цријева се оперу и скувају у три воде, а у четвртој се скува. У последњу воду додајте половину ловоровог листа и чена белог лука, шаргарепу и со по укусу. Кувајте на средњој ватри док се добро не скува.
Затим исцјеците на комаде и поређајте у тепсију. Додати кувану шаргарепу, преостали ловоров лист и чен бијелог лука, залити водом – дио оне у којој се кувала, дио воде са вином. Течност треба да буде до полобине. Ставите у загријану рерну још 30 минута, једном окрените комаде.
Потом се прави запршка. На уљу пропржити брашно, па додати обје врсте бибера. Надјев сипајте у тепсију, посолите по потреби и додајте преостале зачине. Вратите у рерну на неко вријеме док сос проври.